# Krmelín
Krmelín település Csehországban, a Frýdek-místeki járásban. Krmelín Stará Ves nad Ondřejnicí, Ostrava, Brušperk és Paskov településekkel határos. Lakosainak száma 2353 fő (2024. január 1.).

## Népesség
A település lakosságának változását az alábbi diagram mutatja:
| Lakosok száma | 705  | 942  | 1077 | 1334 | 1649 | 2180 | 2289 | 2362 | 2289 | 2353 |
|               | 1869 | 1900 | 1921 | 1961 | 1980 | 2011 | 2016 | 2019 | 2021 | 2024 |